# 블루레인 (뮤지컬)
뮤지컬 《블루레인》은 러시아 작가 도스토엡스키의 소설 《카라마조프가의 형제들》을 재해석한 작품으로 2018년 DIMF(대구국제뮤지컬페스티벌) 창작뮤지컬상을 수상한 뒤 1년 간의 개발과정을 거쳐 2019년 세종문화회관 S씨어터에서 공연되었다.

## 줄거리
1997년 미국 유타주 스프링데일의 유지인 존 루키페르가 자신의 저택에서 싸늘한 시체로 발견된다. 살해사건의 가장 유력한 용의자는 현장에서 검거된 존의 장남 테오. 테오의 변호를 맡은 촉망받는 변호사이자 테오의 이복동생 루크는 형의 결백을 증명하기 위해 애쓴다. 하지만 어릴 적부터 아버지에게 무자비한 폭행을 당한 테오와 루크. 과거의 폭력으로 인해 루크는 누군가 실제 아버지를 죽였다면 형인 테오가 범인일지도 모른다고 의심한다...

## 등장인물 (2019년 한국공연 캐스트)
- 테오 역: 이창희 이주광
- 루크 역: 임병근 박유덕
- 존 루키페르 역: 김주호 박송권
- 헤이든 역: 김려원 최미소
- 엠마 역: 한지연 한유란
- 사일러스 역: 임강성 조환지

## 창작진
- 대본: 추정화
- 작곡: 허수현
- 연출:추정화

## 2019년 한국 공연
- 2019년 8월 9일부터 9월 15일까지 세종문화회관 S씨어터에서 추정화 연출로 무대에 올랐다.